# Santuario di Dioniso
Il santuario di Dioniso Eleutereo (anche detto Temenos di Dioniso) era un santuario situato alle pendici meridionali dell'Acropoli di Atene in Grecia. Edificato nella seconda metà del VI secolo a.C., adiacente ad esso vi fu costruito il teatro di Dioniso, nato in origine per funzioni di culto.

## Descrizione
Il santuario era cinto da un muro poligonale, che si sviluppava in tutta l'area posteriore alla scena del teatro.
L'ingresso del santuario era costituito da un piccolo edificio a colonne (propylon) sul lato orientale. Il tempietto principale era prostilo (cioè aveva colonne solo in facciata) con quattro colonne. Subito a fianco, era un secondo tempietto dorico, più piccolo. Quasi a contatto con questo tempietto, vi era un lungo percorso porticato appoggiato dall'edificio scenico del teatro di Dioniso.

## Storia

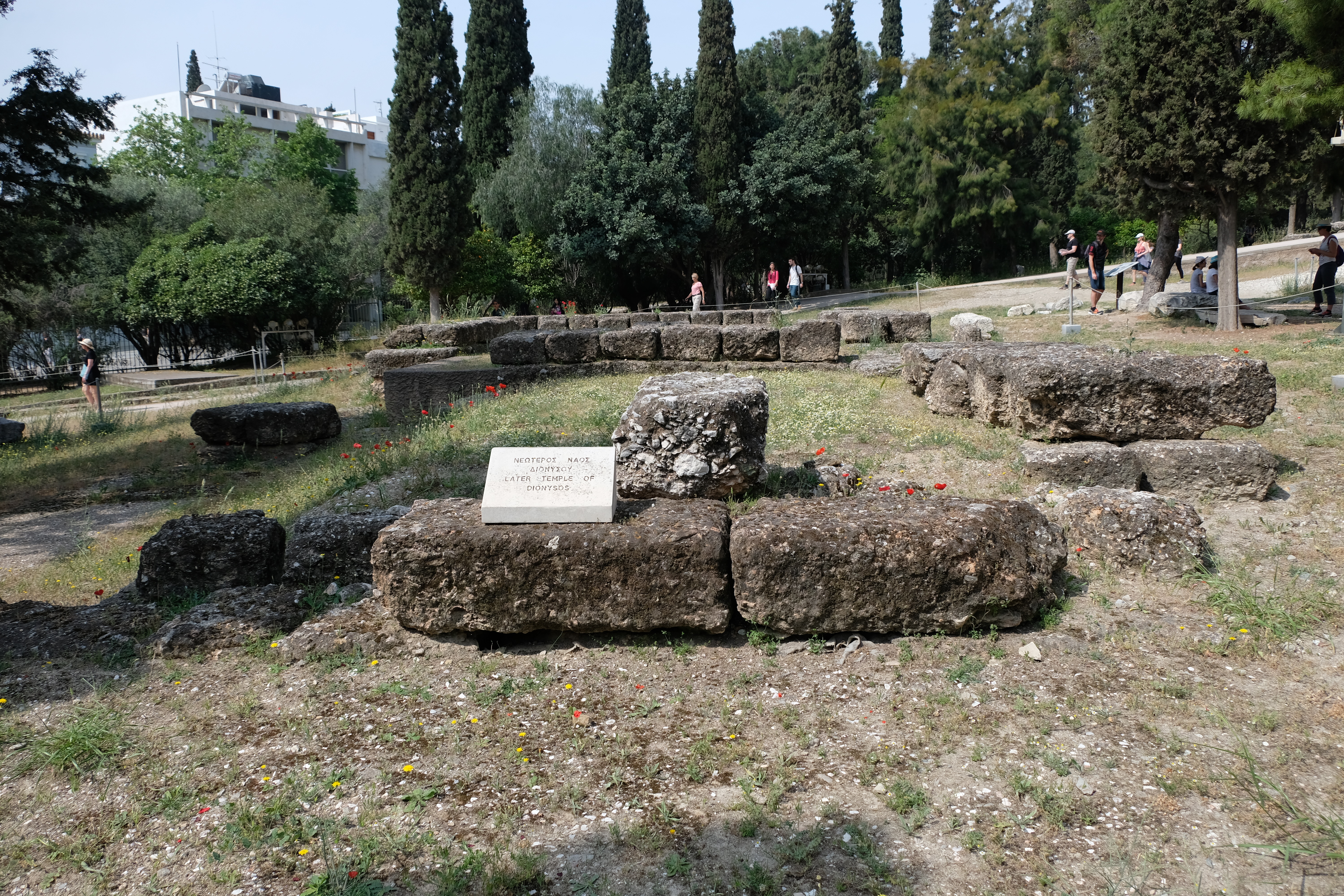
I resti del santuario

Il santuario di Dioniso Eleutereo (Eleuthérios) era uno dei due santuari di Atene dedicati al dio del vino e della natura (l'altro era il santuario di Dioniso en limnais (ἐν λίμναις), "alle paludi"). Deve il suo nome a un villaggio della Beozia, Eleutere (Eleutherai),
ai confini con l'Attica.
Il santuario fu iniziato verso la metà del VI secolo a.C., quando il culto di Dioniso venne introdotto ad Atene importandovi la statua lignea (xoanon) del dio da Eleutere e collocandola in un tempietto costruito sul temenos (terreno sacro) consacrato al dio.
Al tempietto di età arcaica se ne aggiunse un secondo nel IV secolo a.C., anch'esso votato a Dioniso. Faceva inoltre parte del santuario una grande stoà alla quale in seguito si appoggiò l'edificio scenico del teatro.
Vicino al tempio si cominciò ad utilizzare uno spiazzo circolare, durante la festa in onore del dio, per la danza rituale ditirambica che era eseguita in circolo da uomini mascherati da caproni, mentre la folla guardava dalle pendici della collina. Gli officianti danzavano intorno a un altare (timele, thymèle).
Il teatro si sviluppò nell'Attica in età arcaica proprio come forma di rappresentazione drammatica in stretta connessione al culto di Dioniso.
Lo spazio teatrale era un elemento architettonico indispensabile di ogni santuario di Dioniso di una certa importanza.
In tutti i demi dell'Attica sono stati rinvenuti spazi teatrali, sempre collegati a santuari in cui era forte il culto di Dioniso.
I festeggiamenti al dio erano caratterizzati dall'uso massiccio del vino, in particolare nel dramma da cui poi si sviluppò la commedia: il dramma satiresco, legato all'ebrezza alcolica.
La parola theatron venne coniata per la prima volta dagli Ateniesi per indicare il teatro nel santuario di Dioniso Eleutereo. L'ampliamento con gradinate e palcoscenico (scena) si verificò solo nel V secolo a.C.
L'area del teatro e del santuario è stata oggetto di scavi accurati tra la fine dell'Ottocento e i primi del Novecento ad opera degli archeologi tedeschi Wilhelm Dörpfeld ed Ernst Robert Fiechter, che riportarono alla luce le rovine oggi visibili.